# Science-Fiction-Filme der 1980er Jahre
Die Liste der Science-Fiction-Filme der 1980er Jahre gibt einen chronologischen Überblick über Kino- und abendfüllende TV-Produktionen, die im Zeitraum von 1980 bis 1989 in diesem Genre gedreht wurden. Bei der Nutzung ist zu beachten, dass ein Großteil der aufgeführten Filme sich mit artverwandten Genres aus dem Bereich der Phantastik wie Horror und Fantasy überschneidet, aber auch Katastrophenfilm und Komödie. Die Liste erhebt keinen Anspruch auf Vollständigkeit. Die Titel entsprechen im Fall verschiedener Benennungen dem Wikipedia-Lemma, die Namen der Regisseure der im jeweiligen Film angegebenen Form.
Bei der Einsetzung neuer Titel gilt, dass Serien bzw. Serienepisoden ihren Standort auf der  Partnerseite Liste von Science-Fiction-Serien (1980er) haben. Weiterhin ist es erwünscht, dass ausschließlich Titel eingestellt werden, die innerhalb der deutschen Wikipedia über eigenständige Artikel verfügen.
Die Titelauswahl entspricht den auf der Hauptseite Liste von Science-Fiction-Filmen präsentierten Forschungsansätzen von Ronald M. Hahn und Volker Jansen (Lexikon des Science Fiction-Films) und Thomas Koebner (Filmgenres: Science Fiction). Sammelquellen wie epd Film, Filmdienst und IMDb dienen als zusätzliche Orientierungshilfe, sind den genre-basierten Fachwerken jedoch thematisch unterstellt.

## 1980
| Titel                                                                    | Regie                                       | Produktionsland                             |
| ------------------------------------------------------------------------ | ------------------------------------------- | ------------------------------------------- |
| Alien, die Saat des Grauens kehrt zurück Alien 2 – Sulla terra           | Ciro Ippolito                               | Italien                                     |
| Aquanauten Акванавты                                                     | Igor Wosnessenski                           | Sowjetunion                                 |
| Asphaltkannibalen Apocalypse domani                                      | Antonio Margheriti                          | Italien / Spanien                           |
| Das boshafte Spiel des Dr. Fu Man Chu The Fiendish Plot of Dr. Fu Manchu | Piers Haggard, Peter Sellers, Richard Quine | Vereinigtes Königreich / Vereinigte Staaten |
| Buddy haut den Lukas Chissà perché… capitano tutte a me                  | Michele Lupo                                | Italien                                     |
| Crying Fields Bloodeaters                                                | Charles McCrann                             | Vereinigte Staaten                          |
| Death Watch – Der gekaufte Tod La mort en direct                         | Bertrand Tavernier                          | Frankreich / BR Deutschland                 |
| Flash Gordon                                                             | Mike Hodges                                 | Vereinigte Staaten / Vereinigtes Königreich |
| Galaxina                                                                 | William Sachs                               | Vereinigte Staaten                          |
| Das Geheimnis der fliegenden Teufel Without Warning                      | Greydon Clark                               | Vereinigte Staaten                          |
| Geheimsache Hangar 18 Hangar 18                                          | James L. Conway                             | Vereinigte Staaten                          |
| Großangriff der Zombies Incubo sulla città contaminata                   | Umberto Lenzi                               | Italien / Spanien                           |
| Hebt die Titanic Raise the Titanic                                       | Jerry Jameson                               | Vereinigte Staaten                          |
| Die Hölle der lebenden Toten Virus                                       | Bruno Mattei, Claudio Fragasso              | Italien / Spanien                           |
| Der Höllentrip Altered States                                            | Ken Russell                                 | Vereinigte Staaten                          |
| Das Imperium schlägt zurück The Empire Strikes Back                      | Irvin Kershner                              | Vereinigte Staaten                          |
| Jan vom goldenen Stern                                                   | Peter Podehl                                | BR Deutschland                              |
| Der letzte Countdown The Final Countdown                                 | Don Taylor                                  | Vereinigte Staaten                          |
| Overkill – Durch die Hölle zur Ewigkeit 復活の日                         | Kinji Fukasaku                              | Japan                                       |
| Patrick lebt! Patrick vive ancora                                        | Mario Landi                                 | Italien                                     |
| Der Puma Mann L’uomo puma                                                | Alberto De Martino                          | Italien                                     |
| Sador – Herrscher im Weltraum Battle Beyond the Stars                    | Jimmy T. Murakami                           | Vereinigte Staaten                          |
| Saturn-City Saturn 3                                                     | Stanley Donen                               | Vereinigtes Königreich                      |
| Der Supercop Poliziotto superpiù                                         | Sergio Corbucci                             | Italien / Vereinigte Staaten                |
| Superman II – Allein gegen alle Superman II                              | Richard Lester, Richard Donner              | Vereinigte Staaten / Vereinigtes Königreich |
| Ein tödlicher Traum Somewhere in Time                                    | Jeannot Szwarc                              | Vereinigtes Königreich                      |
| UFOria                                                                   | John Binder                                 | Vereinigte Staaten                          |
| Warum die UFOs unseren Salat klauen                                      | Hansjürgen Pohland                          | BR Deutschland                              |

## 1981
| Titel                                                                  | Regie                               | Produktionsland                             |
| ---------------------------------------------------------------------- | ----------------------------------- | ------------------------------------------- |
| Der Autovampir Upír z Feratu                                           | Juraj Herz                          | Tschechoslowakei                            |
| Flucht von Galaxy III Giochi erotici nella 3a galassia                 | Adalberto Albertini                 | Italien                                     |
| Die Frau aus dem All Через тернии к звёздам                            | Ritschard Wiktorow                  | Sowjetunion                                 |
| Das Geheimnis der Burg in den Karpaten Tajemství hradu v Karpatech     | Oldřich Lipský                      | Tschechoslowakei                            |
| Das Geheimnis des Dritten Planeten Тайна третьей планеты               | Roman Katschanow                    | Sowjetunion                                 |
| Goliath – Sensation nach 40 Jahren Goliath Awaits                      | Kevin Connor                        | Vereinigte Staaten                          |
| Heavy Metal                                                            | Gerald Potterton, Jimmy T. Murakami | Kanada                                      |
| Herzquietschen Heartbeeps                                              | Allan Arkush                        | Vereinigte Staaten                          |
| Kein Mord von der Stange Looker                                        | Michael Crichton                    | Vereinigte Staaten                          |
| Die Klapperschlange Escape from New York                               | John Carpenter                      | Vereinigte Staaten / Vereinigtes Königreich |
| Louis und seine außerirdischen Kohlköpfe La soupe aux choux            | Jean Girault                        | Frankreich                                  |
| Mad Max II – Der Vollstrecker Mad Max 2: The Road Warrior              | George Miller                       | Australien                                  |
| Malevil                                                                | Christian de Chalonge               | Frankreich / BR Deutschland                 |
| Outland – Planet der Verdammten Outland                                | Peter Hyams                         | Vereinigtes Königreich                      |
| Piranha 2 – Fliegende Killer Piranha Part Two: The Spawning            | James Cameron                       | Vereinigte Staaten / Italien / Niederlande  |
| Planet des Schreckens Galaxy of Terror                                 | Bruce D. Clark                      | Vereinigte Staaten                          |
| Die Rückkehr der Familie Frankenstein The Munsters’ Revenge            | Don Weis                            | Vereinigte Staaten                          |
| Samen des Bösen Inseminoid                                             | Norman J. Warren                    | Vereinigtes Königreich                      |
| Scanners – Ihre Gedanken können töten Scanners                         | David Cronenberg                    | Kanada                                      |
| Schatz, du strahlst ja so! Modern Problems                             | Ken Shapiro                         | Vereinigte Staaten                          |
| Time Bandits                                                           | Terry Gilliam                       | Vereinigtes Königreich                      |
| Die unglaubliche Geschichte der Mrs. K. The Incredible Shrinking Woman | Joel Schumacher                     | Vereinigte Staaten                          |

## 1982
| Titel                                                                                    | Regie                   | Produktionsland                                                         |
| ---------------------------------------------------------------------------------------- | ----------------------- | ----------------------------------------------------------------------- |
| American Monster Q: The Winged Serpent                                                   | Larry Cohen             | Vereinigte Staaten                                                      |
| Der Android Android                                                                      | Aaron Lipstadt          | Vereinigte Staaten                                                      |
| Blade Runner                                                                             | Ridley Scott            | Vereinigte Staaten / Hongkong                                           |
| Café Flesh                                                                               | Steven Sayadian         | Vereinigte Staaten                                                      |
| Creepshow                                                                                | George A. Romero        | Vereinigte Staaten                                                      |
| Das Ding aus dem Sumpf Swamp Thing                                                       | Wes Craven              | Vereinigte Staaten                                                      |
| Das Ding aus einer anderen Welt The Thing                                                | John Carpenter          | Vereinigte Staaten                                                      |
| Dünyayı Kurtaran Adam                                                                    | Çetin İnanç             | Türkei                                                                  |
| E.T. – Der Außerirdische E.T. the Extra-Terrestrial                                      | Steven Spielberg        | Vereinigte Staaten                                                      |
| Firefox                                                                                  | Clint Eastwood          | Vereinigte Staaten                                                      |
| Flammen am Horizont Wrong Is Right                                                       | Richard Brooks          | Vereinigte Staaten                                                      |
| Die fliegende Windmühle                                                                  | Günter Rätz             | DDR                                                                     |
| Halloween III Halloween III – Season of the Witch                                        | Tommy Lee Wallace       | Vereinigte Staaten                                                      |
| Herrscher der Zeit Les Maîtres du Temps                                                  | René Laloux             | Frankreich / Schweiz / BR Deutschland / Vereinigtes Königreich / Ungarn |
| Jekyll und Hyde – Die schärfste Verwandlung aller Zeiten Jekyll and Hyde… Together Again | Jerry Belson            | Vereinigte Staaten                                                      |
| Kamikaze 1989                                                                            | Wolf Gremm              | BR Deutschland                                                          |
| Der Kampfkoloß Warlords of the 21st Century                                              | Harley Cokeliss         | Neuseeland                                                              |
| Der Killerparasit Parasite                                                               | Charles Band            | Vereinigte Staaten                                                      |
| Die Klasse von 1984 Class of 1984                                                        | Mark L. Lester          | Kanada                                                                  |
| Liquid Sky                                                                               | Slava Tsukerman         | Vereinigte Staaten                                                      |
| The Living Dead Girl La Morte vivante                                                    | Jean Rollin             | Frankreich                                                              |
| Night Eyes Deadly Eyes                                                                   | Robert Clouse           | Kanada                                                                  |
| Nightbeast – Terror aus dem Weltall Nightbeast                                           | Don Dohler              | Vereinigte Staaten                                                      |
| Pink Floyd – The Wall                                                                    | Alan Parker             | Vereinigtes Königreich                                                  |
| The Riffs – Die Gewalt sind wir 1990: I guerrieri del Bronx                              | Enzo G. Castellari      | Italien                                                                 |
| Star Trek II: Der Zorn des Khan Star Trek II: The Wrath of Khan                          | Nicholas Meyer          | Vereinigte Staaten                                                      |
| Timerider – Das Abenteuer des Lyle Swann Timerider: The Adventure of Lyle Swann          | William Dear            | Vereinigte Staaten                                                      |
| Tron                                                                                     | Steven Lisberger        | Vereinigte Staaten                                                      |
| Die unglaubliche Reise in einem verrückten Raumschiff Airplane II: The Sequel            | Ken Finkleman           | Vereinigte Staaten                                                      |
| Waga Seishun no Arcadia わが青春のアルカディア                                           | Tomoharu Katsumata      | Japan                                                                   |
| X-Tro: Nicht alle Außerirdischen sind freundlich! Xtro                                   | Harry Bromley Davenport | Vereinigte Staaten                                                      |

## 1983
| Titel                                                                              | Regie                                                   | Produktionsland                             |
| ---------------------------------------------------------------------------------- | ------------------------------------------------------- | ------------------------------------------- |
| 2020 – Texas Gladiators Anno 2020 – I gladiatori del futuro                        | George Eastman, Joe D’Amato                             | Italien                                     |
| Die außerirdischen Besucher Los nuevos extraterrestres                             | Juan Piquer Simón                                       | Spanien                                     |
| Born in Flames                                                                     | Lizzie Borden                                           | Vereinigte Staaten                          |
| The Day After – Der Tag danach The Day After                                       | Nicholas Meyer                                          | Vereinigte Staaten                          |
| Dead Zone The Dead Zone                                                            | David Cronenberg                                        | Vereinigte Staaten                          |
| Einer gegen das Imperium Il mondo di Yor                                           | Antonio Margheriti                                      | Italien / Türkei                            |
| Endgame – Das letzte Spiel mit dem Tod Endgame – Bronx lotta finale                | Joe D’Amato                                             | Italien                                     |
| Fahrstuhl des Grauens De lift                                                      | Dick Maas                                               | Niederlande                                 |
| Das fliegende Auge Blue Thunder                                                    | John Badham                                             | Vereinigte Staaten                          |
| Im Zeichen des Kreuzes                                                             | Rainer Boldt                                            | BR Deutschland                              |
| Krull                                                                              | Peter Yates                                             | Vereinigtes Königreich / Vereinigte Staaten |
| Der letzte Kampf Le Dernier Combat                                                 | Luc Besson                                              | Frankreich                                  |
| Das letzte Testament Testament                                                     | Lynne Littman                                           | Vereinigte Staaten                          |
| Der Mann mit zwei Gehirnen The Man with Two Brains                                 | Carl Reiner                                             | Vereinigte Staaten                          |
| Mondscheinbogen Лунная радуга Lunnaja raduga, auch Das Rätsel der schwarzen Flecke | Andrej Jermasch                                         | Sowjetunion                                 |
| Projekt Brainstorm Brainstorm                                                      | Douglas Trumbull                                        | Vereinigte Staaten                          |
| Die Rückkehr der Jedi-Ritter Return of the Jedi                                    | Richard Marquand                                        | Vereinigte Staaten                          |
| Sag niemals nie Never Say Never Again                                              | Irvin Kershner                                          | Vereinigtes Königreich / Vereinigte Staaten |
| Starflight One – Irrflug ins Weltall Starflight: The Plane That Couldn’t Land      | Jerry Jameson                                           | Vereinigte Staaten                          |
| Superman III – Der stählerne Blitz Superman III                                    | Richard Lester                                          | Vereinigte Staaten / Vereinigtes Königreich |
| Trottel im Weltall The Creature Wasn’t Nice                                        | Bruce Kimmel                                            | Vereinigte Staaten                          |
| Unheimliche Schattenlichter Twilight Zone: The Movie                               | John Landis, Steven Spielberg, Joe Dante, George Miller | Vereinigte Staaten                          |
| Videodrome                                                                         | David Cronenberg                                        | Kanada                                      |
| WarGames – Kriegsspiele WarGames                                                   | John Badham                                             | Vereinigte Staaten                          |

## 1984
| Titel                                                                                         | Regie                           | Produktionsland                             |
| --------------------------------------------------------------------------------------------- | ------------------------------- | ------------------------------------------- |
| 1984 Nineteen Eighty-Four                                                                     | Michael Radford                 | Vereinigtes Königreich                      |
| 2010: Das Jahr, in dem wir Kontakt aufnehmen 2010: The Year We Make Contact                   | Peter Hyams                     | Vereinigte Staaten                          |
| Das Arche Noah Prinzip                                                                        | Roland Emmerich                 | BR Deutschland                              |
| Buckaroo Banzai – Die 8. Dimension The Adventures of Buckaroo Banzai Across the 8th Dimension | W. D. Richter                   | Vereinigte Staaten                          |
| C.H.U.D. – Panik in Manhattan C.H.U.D.                                                        | Douglas Cheek                   | Vereinigte Staaten                          |
| Daishizen no Majū – Bagi 大自然の魔獣 バギ                                                    | Osamu Tezuka                    | Japan                                       |
| Decoder                                                                                       | Muscha                          | BR Deutschland                              |
| Dreamscape – Höllische Träume Dreamscape                                                      | Joseph Ruben                    | Vereinigte Staaten                          |
| Electric Dreams                                                                               | Steve Barron                    | Vereinigte Staaten / Vereinigtes Königreich |
| The Element of Crime Forbrydelsens element                                                    | Lars von Trier                  | Dänemark                                    |
| Die Ewoks – Karawane der Tapferen The Ewok Adventure                                          | John Korty                      | Vereinigte Staaten                          |
| Der Feuerteufel Firestarter                                                                   | Mark L. Lester                  | Vereinigte Staaten                          |
| Frankenweenie                                                                                 | Tim Burton                      | Vereinigte Staaten                          |
| Ghostbusters – Die Geisterjäger Ghostbusters                                                  | Ivan Reitman                    | Vereinigte Staaten                          |
| Godzilla – Die Rückkehr des Monsters ゴジラ                                                   | Kōji Hashimoto                  | Japan                                       |
| Der Komet Night of the Comet                                                                  | Thom Eberhardt                  | Vereinigte Staaten                          |
| Krieg der Eispiraten The Ice Pirates                                                          | Stewart Raffill                 | Vereinigte Staaten                          |
| Die letzte Nacht One Night Stand                                                              | John Duigan                     | Australien                                  |
| Macross – The Movie 超時空要塞マクロス 愛・おぼえていますか                                   | Shōji Kawamori, Noburo Ishiguro | Japan                                       |
| Monster Shark Shark: Rosso nell’oceano                                                        | Lamberto Bava                   | Italien / Frankreich                        |
| Münchhausens Abenteuer auf dem Mond Le secret des sélénites                                   | Jean Image                      | Frankreich                                  |
| Nausicaä aus dem Tal der Winde 風の谷のナウシカ                                               | Hayao Miyazaki                  | Japan                                       |
| Das Philadelphia Experiment The Philadelphia Experiment                                       | Stewart Raffill                 | Vereinigte Staaten                          |
| Redwing – Flucht vor den schwarzen Droiden Starship                                           | Roger Christian                 | Vereinigtes Königreich                      |
| Repo Man                                                                                      | Alex Cox                        | Vereinigte Staaten                          |
| Rock Aliens Voyage of the Rock Aliens                                                         | James Fargo                     | Vereinigte Staaten                          |
| Die rote Flut Red Dawn                                                                        | John Milius                     | Vereinigte Staaten                          |
| Rückkehr aus dem Orbit Возвращение с орбиты                                                   | Alexander Surin                 | Sowjetunion                                 |
| Rückkehr aus einer anderen Welt Iceman                                                        | Fred Schepisi                   | Vereinigte Staaten                          |
| Die Rückkehr der Zeitmaschine                                                                 | Jürgen Klauss                   | BR Deutschland                              |
| Runaway – Spinnen des Todes Runaway                                                           | Michael Crichton                | Vereinigte Staaten                          |
| Sexmission Seksmisja                                                                          | Juliusz Machulski               | Polen                                       |
| Star Trek III: Auf der Suche nach Mr. Spock Star Trek III: The Search for Spock               | Leonard Nimoy                   | Vereinigte Staaten                          |
| Starfight The Last Starfighter                                                                | Nick Castle                     | Vereinigte Staaten                          |
| Starman                                                                                       | John Carpenter                  | Vereinigte Staaten                          |
| Supergirl                                                                                     | Jeannot Szwarc                  | Vereinigtes Königreich                      |
| Terminator The Terminator                                                                     | James Cameron                   | Vereinigte Staaten / Vereinigtes Königreich |
| Tag Null Threads                                                                              | Mick Jackson                    | Vereinigtes Königreich                      |
| Der Wüstenplanet Dune                                                                         | David Lynch                     | Vereinigte Staaten                          |

## 1985
| Titel                                                                         | Regie                         | Produktionsland                             |
| ----------------------------------------------------------------------------- | ----------------------------- | ------------------------------------------- |
| Atomic Hero The Toxic Avenger                                                 | Michael Herz, Lloyd Kaufman   | Vereinigte Staaten                          |
| Baby – Das Geheimnis einer verlorenen Legende Baby: Secret of the Lost Legend | Bill L. Norton                | Vereinigte Staaten                          |
| Besuch bei van Gogh                                                           | Horst Seemann                 | DDR                                         |
| Blue Yonder – Flug in die Vergangenheit The Blue Yonder                       | Mark Rosman                   | Vereinigte Staaten                          |
| Die Braut The Bride                                                           | Franc Roddam                  | Vereinigtes Königreich / Vereinigte Staaten |
| Brazil                                                                        | Terry Gilliam                 | Vereinigtes Königreich                      |
| Cocoon                                                                        | Ron Howard                    | Vereinigte Staaten                          |
| Creator – Der Professor und die Sünde Creator                                 | Ivan Passer                   | Vereinigte Staaten                          |
| D.A.R.Y.L. – Der Außergewöhnliche D.A.R.Y.L.                                  | Simon Wincer                  | Vereinigtes Königreich / Vereinigte Staaten |
| Die Einsteiger                                                                | Siggi Götz                    | BR Deutschland                              |
| Enemy Mine – Geliebter Feind Enemy Mine                                       | Wolfgang Petersen             | Vereinigte Staaten                          |
| Kampf um Endor Ewoks: The Battle for Endor                                    | Jim Wheat, Ken Wheat          | Vereinigte Staaten                          |
| Explorers – Ein phantastisches Abenteuer Explorers                            | Joe Dante                     | Vereinigte Staaten                          |
| Future Project – Die 4. Dimension My Science Project                          | Jonathan R. Betuel            | Vereinigte Staaten                          |
| Im Todestal der Wölfe The Hills Have Eyes Part II                             | Wes Craven                    | Vereinigte Staaten                          |
| James Bond 007 – Im Angesicht des Todes A View to a Kill                      | John Glen                     | Vereinigtes Königreich                      |
| Joey                                                                          | Roland Emmerich               | BR Deutschland / Vereinigte Staaten         |
| L.I.S.A. – Der helle Wahnsinn Weird Science                                   | John Hughes                   | Vereinigte Staaten                          |
| Lifeforce – Die tödliche Bedrohung Lifeforce                                  | Tobe Hooper                   | Vereinigtes Königreich / Vereinigte Staaten |
| Mad Max – Jenseits der Donnerkuppel Mad Max Beyond Thunderdome                | George Miller, George Ogilvie | Australien                                  |
| Quiet Earth – Das letzte Experiment The Quiet Earth                           | Geoff Murphy                  | Neuseeland                                  |
| Re-Animator                                                                   | Stuart Gordon                 | Vereinigte Staaten                          |
| Seitenstechen                                                                 | Dieter Pröttel                | BR Deutschland                              |
| Trancers                                                                      | Charles Band                  | Vereinigte Staaten                          |
| Verdammt, die Zombies kommen The Return of the Living Dead                    | Dan O’Bannon                  | Vereinigte Staaten                          |
| Was für ein Genie Real Genius                                                 | Martha Coolidge               | Vereinigte Staaten                          |
| Zombie 2 Day of the Dead                                                      | George A. Romero              | Vereinigte Staaten                          |
| Zone Troopers - Kriegsmission aus dem All Zone Troopers                       | Danny Bilson                  | Vereinigte Staaten                          |
| Zurück in die Zukunft Back to the Future                                      | Robert Zemeckis               | Vereinigte Staaten                          |

## 1986
| Titel                                                               | Regie                                 | Produktionsland                                      |
| ------------------------------------------------------------------- | ------------------------------------- | ---------------------------------------------------- |
| Aliens – Die Rückkehr Aliens                                        | James Cameron                         | Vereinigte Staaten                                   |
| America 3000                                                        | David Engelbach                       | Vereinigte Staaten                                   |
| Die Androiden – Sie sind unter uns Annihilator                      | Michael Chapman                       | Vereinigte Staaten                                   |
| Der Biggels-Effekt Biggles: Adventures in Time                      | John Hough                            | Vereinigtes Königreich                               |
| Black Moon Black Moon Rising                                        | Harley Cokeliss                       | Vereinigte Staaten                                   |
| Briefe eines Toten Письма мёртвого человека                         | Konstantin Sergejewitsch Lopuschanski | Sowjetunion                                          |
| Critters – Sie sind da! Critters                                    | Stephen Herek                         | Vereinigte Staaten                                   |
| Dakota Harris – Flug durchs Zeitloch Sky Pirates                    | Colin Eggleston                       | Australien / Vereinigte Staaten                      |
| Die Fliege The Fly                                                  | David Cronenberg                      | Vereinigte Staaten / Vereinigtes Königreich / Kanada |
| Der Flug des Navigators Flight of the Navigator                     | Randal Kleiser                        | Vereinigte Staaten / Norwegen                        |
| From Beyond – Aliens des Grauens From Beyond                        | Stuart Gordon                         | Vereinigte Staaten                                   |
| Gothic                                                              | Ken Russell                           | Vereinigtes Königreich                               |
| Howard – Ein tierischer Held Howard the Duck                        | Willard Huyck                         | Vereinigte Staaten                                   |
| Interceptor The Wraith                                              | Mike Marvin                           | Vereinigte Staaten / Kanada                          |
| Invasion vom Mars Invaders from Mars                                | Tobe Hooper                           | Vereinigte Staaten                                   |
| Kin-dsa-dsa! Кин-дза-дза!                                           | Giorgi Danelia                        | Sowjetunion                                          |
| Der kleine Horrorladen Little Shop of Horrors                       | Frank Oz                              | Vereinigte Staaten                                   |
| Link – Der Butler Link                                              | Richard Franklin                      | Vereinigtes Königreich                               |
| Die Nacht der Creeps Night of the Creeps                            | Fred Dekker                           | Vereinigte Staaten                                   |
| Nummer 5 lebt! Short Circuit                                        | John Badham                           | Vereinigte Staaten                                   |
| Opfer Offret                                                        | Andrei Tarkowski                      | Schweden / Vereinigtes Königreich / Frankreich       |
| Radioactive Dreams                                                  | Albert Pyun                           | Vereinigte Staaten / Mexiko                          |
| Rhea M – Es begann ohne Warnung Maximum Overdrive                   | Stephen King                          | Vereinigte Staaten                                   |
| Das Schiff der Ausserirdischen Korabl Prischelzew                   | Sergej Nikonenko                      | Sowjetunion                                          |
| Solarfighters Solarbabies                                           | Alan Johnson                          | Vereinigte Staaten                                   |
| Space Camp SpaceCamp                                                | Harry Winer                           | Vereinigte Staaten                                   |
| Star Trek IV: Zurück in die Gegenwart Star Trek IV: The Voyage Home | Leonard Nimoy                         | Vereinigte Staaten                                   |
| TerrorVision                                                        | Ted Nicolaou                          | Vereinigte Staaten                                   |
| Die Todesgalaxie Star Crystal                                       | Lance Lindsay                         | Vereinigte Staaten                                   |
| Transformers – Der Kampf um Cybertron The Transformers: The Movie   | Nelson Shin                           | Vereinigte Staaten / Japan                           |
| Wenn der Wind weht When the Wind Blows                              | Jimmy T. Murakami                     | Vereinigtes Königreich                               |
| Xaver und sein außerirdischer Freund                                | Werner Possardt                       | BR Deutschland                                       |

## 1987
| Titel                                                                                   | Regie                            | Produktionsland                             |
| --------------------------------------------------------------------------------------- | -------------------------------- | ------------------------------------------- |
| 3001 – Die Zeit der Affen 猿の軍団                                                      | Kiyosumi Fukazawa, Atsuo Okunaka | Japan                                       |
| Amazonen auf dem Mond oder Warum die Amis den Kanal voll haben Amazon Women on the Moon | Joe Dante, Carl Gottlieb u. a.   | Vereinigte Staaten / Japan                  |
| American Fighter II – Der Auftrag American Ninja 2: The Confrontation                   | Sam Firstenberg                  | Vereinigte Staaten                          |
| Bad Taste                                                                               | Peter Jackson                    | Neuseeland                                  |
| Bigfoot und die Hendersons Harry and the Hendersons                                     | William Dear                     | Vereinigte Staaten                          |
| Cherry 2000                                                                             | Steve De Jarnatt                 | Vereinigte Staaten                          |
| Cyclops キクロプス Kikuropusu                                                           | Jôji Iida                        | Japan                                       |
| Das Ende der Ewigkeit Конец Вечности                                                    | Andrej Jermasch                  | Sowjetunion                                 |
| Epidemic                                                                                | Lars von Trier                   | Dänemark                                    |
| Der große Knall                                                                         | Picha                            | Belgien / Frankreich                        |
| The Hidden – Das unsagbar Böse                                                          | Jack Sholder                     | Vereinigte Staaten                          |
| Hollywood Monster                                                                       | Roland Emmerich                  | Vereinigte Staaten / BR Deutschland         |
| Killing Birds                                                                           | Claudio Lattanzi                 | Italien                                     |
| Leere Welt                                                                              | Wolfgang Panzer                  | BR Deutschland                              |
| Making Mr. Right – Ein Mann à la Carte                                                  | Susan Seidelman                  | Vereinigte Staaten                          |
| Der Mann, der auf die Erde fiel                                                         | Bobby Roth                       | Vereinigte Staaten                          |
| Masters of the Universe                                                                 | Gary Goddard                     | Vereinigte Staaten                          |
| Mel Brooks’ Spaceballs                                                                  | Mel Brooks                       | Vereinigte Staaten                          |
| Predator                                                                                | John McTiernan                   | Vereinigte Staaten                          |
| Redneck Zombies                                                                         | Pericles Lewnes                  | Vereinigte Staaten                          |
| Die Reise ins Ich                                                                       | Joe Dante                        | Vereinigte Staaten                          |
| RoboCop                                                                                 | Paul Verhoeven                   | Vereinigte Staaten                          |
| Running Man                                                                             | Paul Michael Glaser              | Vereinigte Staaten                          |
| Steel Dawn – Die Fährte des Siegers                                                     | Lance Hool                       | Vereinigte Staaten                          |
| Superman IV – Die Welt am Abgrund                                                       | Sidney J. Furie                  | Vereinigtes Königreich / Vereinigte Staaten |
| Surf Nazis Must Die                                                                     | Peter George                     | Vereinigte Staaten                          |
| Wings of Honneamise                                                                     | Hiroyuki Yamaga                  | Japan                                       |
| Das Wunder in der 8. Straße                                                             | Matthew Robbins                  | Vereinigte Staaten                          |
| Die Zeitfalle                                                                           | Michael Schultz                  | Vereinigte Staaten                          |

## 1988
| Titel                                 | Regie                            | Produktionsland                             |
| ------------------------------------- | -------------------------------- | ------------------------------------------- |
| Der Affe im Menschen                  | George A. Romero                 | Vereinigte Staaten                          |
| Akira                                 | Katsuhiro Otomo                  | Japan                                       |
| Android of Notre Dame                 | Kazuhito Kuramoto                | Japan                                       |
| Der Blob                              | Chuck Russell                    | Vereinigte Staaten                          |
| Die Bombe                             | Christian Görlitz                | BR Deutschland                              |
| Das Böse II                           | Don Coscarelli                   | Vereinigte Staaten                          |
| Brother from Space                    | Roy Garrett                      | Spanien / Italien                           |
| Cocoon II – Die Rückkehr              | Daniel Petrie                    | Vereinigte Staaten                          |
| Critters 2 – Sie kehren zurück        | Mick Garris                      | Vereinigte Staaten                          |
| Desert Warrior                        | Jim Goldman                      | Vereinigte Staaten                          |
| Meine Stiefmutter ist ein Alien       | Richard Benjamin                 | Vereinigte Staaten                          |
| Moonwalker                            | Colin Chilvers                   | Vereinigte Staaten                          |
| Nacht der Entscheidung – Miracle Mile | Steve De Jarnatt                 | Vereinigte Staaten                          |
| Nummer 5 gibt nicht auf               | Kenneth Johnson                  | Vereinigte Staaten                          |
| Die Rückkehr der Killertomaten        | John De Bello                    | Vereinigte Staaten                          |
| Die Rückkehr des unheimlichen Hulk    | Nicholas Corea                   | Vereinigte Staaten                          |
| Sie leben                             | John Carpenter                   | Vereinigte Staaten                          |
| Der Silberne Planet                   | Andrzej Żuławski                 | Polen                                       |
| Space Invaders                        | Stephen Chiodo                   | Vereinigte Staaten                          |
| Toll treiben es die wilden Zombies    | Ken Wiederhorn                   | Vereinigte Staaten                          |
| Twins – Zwillinge                     | Ivan Reitman                     | Vereinigte Staaten                          |
| Eine verhängnisvolle Erfindung        | Paul Schneider                   | Vereinigte Staaten                          |
| Zärtliche Chaoten II                  | Holm Dressler, Thomas Gottschalk | BR Deutschland                              |
| Zebo, der Dritte aus der Sternenmitte | Julien Temple                    | Vereinigtes Königreich / Vereinigte Staaten |

## 1989
| Titel                                      | Regie               | Produktionsland                             |
| ------------------------------------------ | ------------------- | ------------------------------------------- |
| Abyss – Abgrund des Todes                  | James Cameron       | Vereinigtes Königreich / Vereinigte Staaten |
| Alien Terror                               | Richard W. Haines   | Vereinigte Staaten                          |
| American Fighter 3 – Die blutige Jagd      | Cedric Sundstrom    | Vereinigte Staaten                          |
| Batman                                     | Tim Burton          | Vereinigte Staaten / Vereinigtes Königreich |
| Die Besucher                               | Philippe Mora       | Vereinigte Staaten / Vereinigtes Königreich |
| Bill & Teds verrückte Reise durch die Zeit | Stephen Herek       | Vereinigte Staaten                          |
| Bodo – Eine ganz normale Familie           | Gloria Behrens      | BR Deutschland                              |
| Das Böse ist wieder da                     | Claudio Fragasso    | Italien                                     |
| Cyborg                                     | Albert Pyun         | Vereinigte Staaten                          |
| The Dead Next Door                         | J. R. Bookwalter    | Vereinigte Staaten                          |
| Deep Star Six                              | Sean S. Cunningham  | Vereinigte Staaten                          |
| Ghostbusters II                            | Ivan Reitman        | Vereinigte Staaten                          |
| Godzilla, der Urgigant                     | Kazuki Omori        | Japan                                       |
| Good Night Hell                            | Thierry Notz        | Vereinigte Staaten                          |
| Die Jugger – Kampf der Besten              | David Webb Peoples  | Australien / Vereinigte Staaten             |
| Leviathan                                  | George Pan Cosmatos | Vereinigte Staaten / Italien                |
| Liebling, ich habe die Kinder geschrumpft  | Joe Johnston        | Vereinigte Staaten                          |
| Millennium – Die 4. Dimension              | Michael Anderson    | Vereinigte Staaten                          |
| Moontrap                                   | Robert Dyke         | Vereinigte Staaten                          |
| Patlabor 1                                 | Mamoru Oshii        | Japan                                       |
| Robot Jox – Die Schlacht der Stahlgiganten | Stuart Gordon       | Vereinigte Staaten                          |
| Star Trek V: Am Rande des Universums       | William Shatner     | Vereinigte Staaten                          |
| Tetsuo: The Iron Man                       | Shin’ya Tsukamoto   | Japan                                       |
| Zurück in die Zukunft II                   | Robert Zemeckis     | Vereinigte Staaten                          |